# Bonansa
Bonansa település Spanyolországban, Huesca tartományban. Bonansa El Pont de Suert, Sopeira, Veracruz, Laspaúles és Montanuy községekkel határos. Lakosainak száma 86 fő (2024).

## Népesség
A település népessége az utóbbi években az alábbiak szerint változott:
| Lakosok száma | 80   | 101  | 101  | 96   | 102  | 84   | 80   | 88   | 90   | 86   |
|               | 2001 | 2004 | 2006 | 2009 | 2011 | 2014 | 2016 | 2019 | 2021 | 2024 |